# Antonio Estañ García
Antonio Estañ García (Callosa de Segura, 13 d'octubre de 1987) és un polític valencià, diputat a les Corts Valencianes en la IX legislatura i secretari general i portaveu a les Corts (2017-2019) de Podem Comunitat Valenciana

## Biografia
És graduat en filosofia per la Universitat de Múrcia, especialitzat en filosofia política. Ha participat en el programa Erasmus en la Universitat de Hèlsinki i ha obtingut un màster internacional en filosofia política per la Universitat Pompeu Fabra. També té la llicenciatura de dret per la Universitat d'Alacant.
Durant la seva etapa d'estudiant ha estat secretari de l'Associació d'Estudiants de Filosofia de Múrcia (ASEFI). És membre del consell editorial de la revista Inquietud i ha participat en el Moviment 15-M, en la Plataforma d'Afectats per la Hipoteca (PAH) i en la iniciativa legislativa popular a favor de la renda bàsica i la dació en pagament.
Membre de Podem al País Valencià, va ser elegit diputat per Alacant a les eleccions a les Corts Valencianes de 2015. Després del procés de primàries de maig de 2017, va ser elegit com a Secretari General de Podem al País Valencià amb el 41,6% dels vots i va substituir com a síndic-portaveu del grup parlamentari a les Corts al també anterior secretari general de Podem Antonio Montiel mesos més tard. Finalitzada la legislatura Estañ no va repetir a les llistes electorals i va dimitir com a líder de la formació el novembre de 2019.

## Galeria
- Entrevista a La Represa, 7 d'abril de 2017.